# فلاديمير بيلوف (لاعب كرة يد)
فلاديمير بيلوف (الروسية: Белов, Владимир Борисович) مواليد 26 أبريل 1958 - الوفاة 14 نوفمبر 2016، كان لاعب كرة يد روسي معتزل. شارك في دورة الألعاب الأولمبية الصيفية سنة 1980.

## الميداليات
| الميدالية | المسابقة                       |
| --------- | ------------------------------ |
| فضية      | الألعاب الأولمبية الصيفية 1980 |

## روابط خارجية
- فلاديمير بيلوف على موقع أوليمبيديا (الإنجليزية)